# Chamy idą
Chamy idą – drugi album koncertowy T.Love Alternative wydany w październiku 1985 roku.
Tilele Rekords, oficjalnie wydawca płyty, tak naprawdę nie istniał, a kasety były rozprowadzane w trakcie koncertów.
Będący na tym albumie utwór „Zabijanka” został zarejestrowany na składance „Jeszcze młodsza generacja” wydanej przez Tonpress.
W 2002 roku album ten ukazał się na płycie kompaktowej razem z reedycją albumu „Miejscowi – live”.

## Lista utworów (wg oficjalnej strony zespołu)[2]
1. „Zabijanka” – 1:43
2. „Radio papa” – 1:53
3. „Wychowanie” – 1:50
4. „Karuzela” – 2:14
5. „Marzyciele” – 2:33
6. „Ogolone kobiety” – 6:44
7. „Gorączka nocy sobotniej” – 3:37
8. „Gwiazdka” – 1:40
9. „Gabinet grozy doktora Zgrozy” – 2:51
10. „Imperium” – 1:57
11. „Liceum” – 2:41
12. „Garaż” – 2:36
13. „Polowanie” – 3:37
14. „Gumowisko” – 3:06

## Muzycy[3]
- Muniek Staszczyk – śpiew
- Andrzej Zeńczewski – gitara
- Jacek Śliwczyński – gitara basowa
- Jacek Wudecki – perkusja
- Dariusz Zając – instrumenty klawiszowe
- Tomasz Pierzchalski  – saksofon